# Nangy
Nangy település Franciaországban, Haute-Savoie megyében. Lakosainak száma 1708 fő (2022. január 1.). Nangy Arthaz-Pont-Notre-Dame, Bonne, Contamine-sur-Arve, Fillinges, Reignier-Ésery és Scientrier községekkel határos.

## Népesség
A település népességének változása:
| Lakosok száma | 1608 | 1695 | 1618 | 1578 | 1604 | 1629 | 1645 | 1708 |
|               | 2013 | 2015 | 2017 | 2018 | 2019 | 2020 | 2021 | 2022 |